# ویجای کومار آرورا
ویجای کومار آرورا (به انگلیسی: Vijay Kumar Arora) یک فیلمساز و فیلمبردار هندی است که عمدتاً در صنایع فیلم هندی سینمای پنجابی فعالیت می‌کند. او به عنوان فیلمبردار، به خاطر همکاری‌هایش با ماهش مانجرکار، آنوبهاو سینها و ریمو دی سوزا شناخته می‌شود. 
‌او به خاطر کارش به عنوان فیلمساز، شصت و ششمین جایزه ملی فیلم برای بهترین فیلم بلند پنجابی را برای فیلم «هارجیتا» دریافت کرد. فیلم پنجابی دیگر او به نام «گودیان پاتول» نامزد دریافت جایزه بهترین کارگردان در جوایز فیلم پنجابی  در سال ۲۰۲۰ شد. این فیلم در دهمین دوره جوایز فیلم پنجابی در سال ۲۰۲۰، جایزه بهترین فیلم از نگاه هیئت داوران را از آن خود کرد.

## فیلم‌شناسی

#### آثار فیلمبرداری
- واقعیت (۱۹۹۹)
- جنگل (۲۰۰۰)
- هویت (۲۰۰۰)
- بدون تو (۲۰۰۱)
- پدر (۲۰۰۲)
- سلاح (۲۰۰۲)
- قبلاً شما را جایی دیده‌ام (۲۰۰۳)
- خون (۲۰۰۴)
- ده (۲۰۰۵)
- نقشه (۲۰۰۶)
- شادکامی (۲۰۰۷)
- قصه عشق ۲۰۵۰ (۲۰۰۸)
- مزاحم نشو (۲۰۰۹)
- هر کسی می‌تونه برقصه (۲۰۱۳)
- بزن بهادر (۲۰۱۴)
- هر کسی می‌تونه برقصه ۲ (۲۰۱۵)
- پرواز جت (۲۰۱۶)
- محله آسی (۲۰۱۸)
- رقصنده خیابانی سه‌بعدی (۲۰۲۰)
- شاد باشید (۲۰۲۵)

#### آثار کارگردانی
- زمین‌های روندا سار وی (۲۰۱۳)

- هارجیتا (۲۰۱۸)
- گودیان پاتول (۲۰۱۹)
- کالی جوتا (۲۰۲۳)
- خدایا خدایا چا (۲۰۲۴)
- پسر سردار ۲ (۲۰۲۵)

‌